# 于贝尔·马加
于贝尔·马加（法語：Coutoucou Hubert Maga，1916年8月10日—2000年5月8日），达荷美（今贝宁）政治人物。

## 生平
生于帕拉库。1933至1936年就读于塞内加尔达喀尔的威廉·蓬蒂师范学校，在学校里与未来的尼日尔总统阿马尼·迪奥里成为朋友。回国后曾在纳蒂廷古任教，当过校长。1945年马加被选为阿塔科拉省的顾问。1948年当选法属西非大议会议员。1951至1958年当选法国国民议会达荷美议员。1959至1960年任自治共和国总理。
1960年8月达荷美独立后，马加出任国家元首，同年12月出任总统，在独立初期，该国维达的圣约翰堡仍然被葡萄牙占领，1961年8月1日，马加派遣军队占领圣约翰堡，并驱逐了葡萄牙居民。期间曾访问中华民国。1963年被军事政变推翻并被软禁。1965年获释后流亡多哥和法国。1969年12月达荷美发生政变，军方于第二年决定举行大选。马加回国竞选，并赢得大选，由于与朱斯坦·阿奧馬德貝-托莫坦、苏鲁-米冈·阿皮蒂两人的倾轧，三人决定组成一个执政团，轮流担任主席。
1972年10月26日，馬蒂厄·克雷庫少校发动军事政变推翻了總統委員會，马加及另外两名执政团成员随即遭到软禁，直到1981年才被釋放并前往巴黎。2000年5月8日于科托努病逝。

## 外部連結
1. ↑  .   [2021-12-01]. （原始内容存档于2021-12-01）.
2. ↑  .   [2021-12-01]. （原始内容存档于2021-12-01）.
3. ↑  《当代国际人物词典》编写组 编. . 中国上海: 上海辞书出版社. 1980: 18  [2024-06-13]. OCLC 17049822. （原始内容存档于2024-06-13）.
4. ↑  元光. . 南洋商报 (新加坡). 1961-08-15  [2024-06-13]. （原始内容存档于2024-06-13）.
5. ↑  . 南洋商报 (新加坡). 1961-08-04  [2024-06-13]. （原始内容存档于2024-06-13）.
6. ↑  . 民报 (臺北市松山區: 民報媒體股份有限公司). 2016-07-03  [2024-02-19]. （原始内容存档于2024-02-19）.
7. ↑  . 南洋商报 (新加坡). 路透社. 1972-10-28  [2024-06-13].
8. ↑  Houngnikpo, Mathurin C. . University Press of America. 2001. ISBN 9780761820635 （英语）.
9. ↑  Lea, Chris. . Routledge. 2001: 40. ISBN 9781135356668.
10. ↑  Le Vine, Victor T. . Journal of Modern African Studies. 1997, 35 (2): 190. S2CID 153723378. doi:10.1017/s0022278x97002395.